# Hibbertia ancistrotricha
Hibbertia ancistrotricha är en tvåhjärtbladig växtart som beskrevs av Judith Roderick Wheeler. Hibbertia ancistrotricha ingår i släktet Hibbertia och familjen Dilleniaceae. Inga underarter finns listade i Catalogue of Life.